# Commander Keen
A Commander Keen (Keen parancsnok) egy számítógépes videójáték, az id Software első játéka. A játék összesen hat (plusz egy "elveszett" és egy konzolos) részből áll, az első rész 1990. december 14-én lett kész, és az Apogee kiadó jelentette meg shareware formában. 1991-ben adták ki az utolsó epizódot.

## Történet
A játék története Billy Blaze-ről, egy nyolcéves géniusz fiúról szól, aki a Commander Keen álnevet viseli. Egy amerikai kisvárosban él a szüleivel, ahol a hátsó kertjükben űrhajót épít kidobott szalonnás bableveskonzerv dobozokból. Egy délután elalszik a bébiszitter, Billy pedig felveszi bátyja focisisakját, és lézerpisztolyával és ugrórúdjával felszerelkezve átalakul "Commander Keen"-né az univerzum védelmezőjévé. Idegen galaxisokat jár be a Bean-with-Bacon Megarocket (Szalonnásbab Megarakéta) névre keresztelt űrhajójával (a név az építőanyagként szolgáló konzervdobozokra utal), ahol különböző kalandokba keveredik.

## Epizódok
- Invasion of Vorticons (A vortikonok inváziója)

1. epizód: Marooned on Mars (Ottrekedve a Marson)
Az első epizódban kezdődik Keen első kalandja. Mivel az űrhajó tönkrement, leszáll a Marsra. De ekkor a Marsot elfoglalják a vortikonok, azaz az űrfarkasok. A hajóból négy fontos alkatrészt ellopnak, amelyeket Keennek fel kell kutatnia.
2. epizód: The Earth Explodes (A Föld felrobban)
A második epizódban a vortikonok támadásra készülnek: el akarják pusztítani a Földet. Nyolc Tantalus röntgensugárral megcélozzák a Föld nyolc legfontosabbnak mondható városát, amely sugarak ha egyesülnek, a Föld felrobban! Ezért Keennek akcióba kell lépnie.
3. epizód: Keen Must Die! (Keennek meg kell halnia!)
A harmadik fejezetben a vereséget szenvedett vortikonok merényletre készülnek, Keent meg akarják ölni. Keen ezért a Vorticon VI nevezetű bolygóra indul, hogy harcba szálljon velük, de ekkor felfedi a titkot, kit neveznek a vortikonok a Nagy Intellektuálisnak: az ő riválisát, Mortimer McMire-t. Ha Keen legyőzi őt, a vortikonok megszabadulnak Mortimer befolyása alól.
- Keen Dreams (Keen álmodik)

3.5. epizód: Keen Dreams (Keen álmodik; "The Lost Episode" címen is ismert)
Keen nem akarja megenni a zöldségeket vacsorára, ezért elkezd nem éppen szép megjegyzéseket tenni azokra, ami miatt édesanyja felzavarja a szobájába aludni. Amikor elalszik, egy álomvilágban találja magát, a gonosz zöldségek földjénél, Gumóföldén. Hősünk ágya mellett gumóőrök állnak, akik tudatják vele, hogy ebben a világban a gumókirály, Boobus Tuber irányítása alatt van minden és azonnal elé kell, hogy vigyék őt. Keen ennek ellenére ellenáll, s lelövi (a Vortikon Hiperpisztolyával) az őröket és útjának indul, hogy megtalálja és legyőzze Boobus Tuber-t, hogy kijusson ebből az álomvilágból.
- Goodbye Galaxy! (Viszlát, galaxis!)

4. epizód: Secret of the Oracle (A jóslat titka)
A negyedik fejezetben Keen a „Fénynél-is-gyorsabb” rádiója segítségével a galaxis túloldaláról fog adást. A Shikadi nevezetű teremtmények azt tervezik, hogy felrobbantják a Tejútrendszert. Ennek hallatára hősünk elutazik a Gnosticus IV bolygóra, ahol a Jósok segítségét akarja kérni: meg akarja tudni, hogy miféle lények a Shikadik, és hogy akarják elpusztítani a galaxist. A Jóshelyhez érve azonban az Apród szörnyű hírrel várja: a Shikadik elrabolták a 8 Jóst, és a bolygó Árnyékvilágnak (Shadowlands) nevezett részére vitték, csapdába ejtve őket. Keennek meg kell találnia mindannyiójukat, hogy fényt deríthessen a Shikadik tervére.
(MEGJEGYZÉS: Az epizódnak demó verziója létezik.)
5. epizód: The Armageddon Machine (Az Armageddon gépezet)
Az ötödik fejezetben Keen elrepül a Korath rendszerbe, amelynek 3. bolygója (Korath III) körül kering az Omegamatic nevű bázis. Ennek központi magjában található a Quantum Explosion Dynamo (QED), amely segítségével akarják a Shikadik elpusztítani a Tejútrendszert, hogy aztán saját szükségleteik szerint újraépíthessék. Kiderül, hogy mint a vortikonok esetében, itt is Mortimer McMire áll a háttérben. Keen feladata eljutni a Dinamóhoz, és megsemmisíteni azt.
- Különleges kiadás (Special Edition)

6. epizód: Aliens Ate My Babysitter! (Idegenek megették a bébiszitteremet!)
A hatodik epizódban Mollyt, Keen bébiszitterét elrabolják a Fribbulus Xax nevezetű bolygón élő űrlények, hogy felfalják (mint később kiderül, Mortimer parancsára). Ezért Keen mentőakcióra indul. Amikor Mollyt megmenti, hajmeresztő dolgot tud meg: Mortimer McMire Molly testvére, aki nemcsak a galaxist, de az univerzumot akarja elpusztítani. Ez az utolsó Commander Keen epizód.
(MEGJEGYZÉS: Az epizódnak demó verziója létezik.)
- Game Boy Color-kiadás

GBC epizód: Bár a Commander Keen-sorozat véget ért, a játék 2001-ben megjelent Game Boy Color konzolra, amit a David A. Palmer Productions fejlesztett ki és az Activision adta ki. Folytatásként és tiszteletadásként lett elkészítve.

## Verziószámok listája
A Commander Keen epizódok kiadása után akadtak számos hibák (bugok vagy glitchek), melyek a játék önképét, játszhatóságát akadályozták. Ezek a hibák javarészt ki lettek küszöbölve, viszont vannak olyanok, melyeket a készítők nem vettek észre. Természetesen, mindezektől függetlenül egyéb módosításokra is került sor a különböző verziókiadásokban.
A következő lista szemlélti, mely epizódokból hány fajta verzió jött ki, dátumokkal együtt.
| Epizód                 | Verziószáma | Verzió kiadási dátuma                                                                                         |
| ---------------------- | --- | --- |
| Keen 1                 | Béta változat verziói                                                                                                 | Béta változat verziói                                                                                         |
| Keen 1                 | novemberi decemberi                                                                                                   | 1990. november 20. 1990. december 3.                                                                          |
| Keen 1                 | Teljes változat verziói                                                                                               | |
| Keen 1                 | 1.1-es 1.3-as 1.31-es 1.32-es 1.34-es                                                                                 | 1990. december 14. 1991. január 1991. január 23. 1991. május 21. 1991. augusztus 25.                          |
| Keen 2                 | 1.0-ás 1.1-es 1.31-es 1.32-es                                                                                         | 1990. december 18. 1991. január 1991. január 23. 1991. augusztus 25.                                          |
| Keen 3                 | 1.0-ás 1.1-es 1.31-es 1.32-es                                                                                         | 1990. december 18. 1991. január 1991. január 23. 1991. augusztus 25.                                          |
| Keen Dreams (Keen 3.5) | A regisztrált változat verziói                                                                                        | A regisztrált változat verziói                                                                                |
| Keen Dreams (Keen 3.5) | 1.0-ás 1.05-ös (1. felülvizsgált) CGA 1.92-es (0. felülvizsgált) 1.93-as (1. felülvizsgált)                           | 1991 1993. január 1993. augusztus 1993. november                                                              |
| Keen Dreams (Keen 3.5) | A szabadon másolható (shareware) változat verziói                                                                     | |
| Keen Dreams (Keen 3.5) | 1.01-es 1.13-as 1.20-as                                                                                               | 1992. augusztus 1992. szeptember 10. ?                                                                        |
| Keen Dreams (Keen 3.5) | Android változat verziói                                                                                              | |
| Keen Dreams (Keen 3.5) | 1.0-ás 1.1-es 1.2-es                                                                                                  | 2013. június 10. 2013. június és augusztus között 2013. augusztus 9.                                          |
| Keen 4                 | Teljes változat verziói                                                                                               | Teljes változat verziói                                                                                       |
| Keen 4                 | 1.0-ás 1.1-es 1.2-es 1.4-es 1.4-es (FormGen Corporation által kiadott) 1.4-es (GT Interactive Software által kiadott) | 1991. november 22. 1991. november 23. 1991. december 18. 1992. február 27. 1992. február 12. 1993. szeptember |
| Keen 4                 | Demó változat verziói                                                                                                 | |
| Keen 4                 | Különleges demó verzió                                                                                                | 1991. október 9.                                                                                              |
| Keen 5                 | 1.0-ás 1.4-es 1.4-es (GT Interactive Software által kiadott)                                                          | 1991. december 18. 1992. február 27. 1993. szeptember                                                         |
| Keen 6                 | 1.0-ás 1.4-es 1.5-ös                                                                                                  | 1991. november 1992. február 1993. május                                                                      |
| Keen 6                 | Demó változat verziói                                                                                                 | |
| Keen 6                 | Különleges demó verzió                                                                                                | 1991. november 22.                                                                                            |
| Keen 6                 | Promóciós demó verzió                                                                                                 | 1992. január 17.                                                                                              |

MEGJEGYZÉS: A Game Boy Color változatnak nincsenek ismert eltérő verziói.

## Zenék
Ez a lista a Commander Keen 4-6 összes zenéjét felsorolja. Mindegyiket Robert Prince komponálta és az IMF (ID Software Music Format) formátumot használják.
| Commander Keen 4                                       |
| ------------------------------------------------------ |
| In a Land of Wonderment and Awe                        |
| Shadows Don't Scare Commander Keen!!                   |
| Too Hot to Handle                                      |
| Tropical Ghost Oasis                                   |
| Welcome to a Kick In Yore Pants In Good Ole Hillville! |
| You've Got to Eat Your Vegetables!!                    |
| Commander Keen 5                                       |
| A Shikadi Aire                                         |
| Almost Out of Breath                                   |
| Be Very Sphereful With My Diamonds                     |
| Commander Keen's Fanfare                               |
| Having Tea With Little Ampton                          |
| Jazz Me (!)                                            |
| Just Snoopin' Around                                   |
| Mars, the Bringer of War                               |
| Playing Bagpipes Nearly Kilt Me!                       |
| Robo Red Rock                                          |
| Rock Me, But Don't Stone Me! (!)                       |
| Skating O'er the Ice                                   |
| Spiro Grip Me Tighter                                  |
| This Is Where I Came In!                               |
| Wednesday On the Beach                                 |
| Commander Keen 6                                       |
| Aliens Ate My Babysitter                               |
| Br'er Tar Ain't Gonna Get Me!                          |
| Faster and Faster Yet!                                 |
| In a Land of Wonderment and Awe                        |
| Into the Future                                        |
| Ominousity                                             |
| Please Don't Metal With Me!                            |
| Space Funk                                             |
| The Mambo Snake Gonna Eat You, Boy!                    |
| Ismeretlen célú                                        |
| Bullfrog                                               |
| Dopey                                                  |
| I Scream                                               |

(!) = fel nem használt zenék

## Kinézete
A játék klasszikus platform-alapokra épült. Hamar népszerűvé vált, s a programozóknak 12 000 dollár nyereséget hozott. Ezzel az alaptőkével később megalapították az id Software-t.

## Szerepe
A Keen volt az első játék, amely először alkalmazta a gördüléses technikát a megjelenítésben (scrollozás) és ezzel megalapozta a PC játékok jövőjét. A technika szülőatyja, John Carmack volt, aki később a Doom grafikai motorját is tervezte. A Commander Keen előtt lehetetlennek tűnt a Nintendo gépeken már működő mozgásérzékeltetés alkalmazása az akkor még lassú számítógépeken.

## The Universe is Toast!
Az id Software tervezett egy újabb sorozatot - a Commander Keen 6. részét követve - "The Universe is Toast!" néven. Az ígéret 1992 karácsonyára teljesült volna (amint az a Keen 5 befejezéséből kiderül), ami sajnos soha nem történt meg, mert az id Software más játékok fejlesztésébe kezdett (Wolfenstein 3D, Doom és Quake).
Ebben az utolsó trilógiában Commander Keen megküzdött volna ősi ellenfelével, Mortimer McMire-al, hogy megmentse az Univerzumot.
- A Commander Keen 5. részének befejezésében van egy galaktikus ábécével írt levél. Ebben a levélben Mortimer McMire üzeni hősünknek, hogy bedőlt a Mangling Machine trükknek (a harmadik részből), ami csak egy elterelő hadműveletként szolgált. Továbbá, nemcsak a galaxist, hanem az Univerzumot akarja elpusztítani.

- Bár a sorozat sose látott hivatalosan napvilágot, rajongóilag mégis létezik különböző formában, melyekből a legismertebb a Commander Keen 4.,5.,6. részének modolásának elnyerésével elkészült verzió egy Ceilick nevű rajongó által.

- 2015. december 14-én John Romero közzétett egy videót a Vimeo-n, amelyben bemutatta, milyen technológiát használt volna a Commander Keen 7-9. része.

## Mortimer McMire története és szerepei a létező Keen epizódokban
Mortimer McMire, más néven The Grand Intellect (A Nagy Intellektus) a Commander Keen-sorozat főellensége. Ő egy gonosz zseni, célja a pusztítás, rombolás. Az iskolában 315 pontos lett IQ-tesztje, Keené pedig 314. Ezért Mortimer folyton az orra alá dörgölte azóta és Commander Keent különböző gúnynevekkel illette, többek között "Mister Three-Fourteen"-nak és "Commander Clown"-nak csúfolta. Van egy nővére, Molly McMire, akit a Keen 6. részében elraboltak a Bloogok (az ő parancsára), hogy aztán majd cserébe a Chungella IV bolygóról származó nagy szendvics az övék lehet.
Antihősünk kinézete, Tom Hall (a Commander Keen szülőatyja) jóváhagyása szerint, Chicago Bears sisakot visel, kék szeme, fekete pólója, kék farmernadrágja és ugyanolyan cipője van, mint Keennek, csak neki fekete. A játékban a sisakon mégis egy galaktikus "G" és egy "I" betű van (ami valószínűleg a Grand Intellect-re utal, hogy a szerzői jog megsértése elkerülhető legyen az eredeti Chicago Bears sisakon levő "C" betű miatt.)

## Bio Menace
A Commander Keen 4-6 játékmotorja fel lett használva a Bio Menace fejlesztéséhez, amelynek második epizódjában a "Trash Dump" nevű pályán Commander Keen megjelenik kámeaként mint megmentendő fogoly. Az említett pálya zenestílusa kicsit int is magára a 8 éves zsenire.
Mindezek mellett, amikor Snake Logan megmenti Keent, a következőt mondja:
Commander Keen:
„Thanks for getting me outa here,
Mr. Logan! I gotta take off
and go stop the fiendish plot of
Mortimer McMire!”

(Utalás a "The Universe is Toast!" sorozatra, ami soha nem készült el.)

Snake Logan:
"No sweat, Captain Keen!"

Commander Keen:
„That's Commander Keen!
COMMANDER KEEN!”

(Utalás a Keen 4 történetében levő sárga ruhás emberkére (Council Page), aki Commander Keent Captain Keennek hívja és ezáltal ő ideges lesz.)

## Érdekességek
- Keen megjelenik a Doom 2 második titkos pályáján (32.: Grosse)
- Dr. Proton megemlíti Keen nevét a Duke Nukem 1. részében, a "Mercury Mines" nevű pályán.
- A Keen Dreams eredetileg egy ötletadó játék volt a készítőknek a későbbi Commander Keen epizódok elkészítéséhez.
- A Keen Dreams eredetileg kereskedelmi verzióként lett kiadva, de később a készítők kiadtak egy shareware (szabadon másolható) verziót is.
- A Keen Dreams számára a készítők terveztek volna egy folytatást Keen Meets the Meats néven, de végül soha nem készült el és a játék befejezésében az erről szóló információt ki is vették.
- A Keen Dreams számára is terveztek a készítők zenéket, de a Softdisk szigorú követelménye (360 kb-os floppy lemez) miatt a terv elvetésre került, mert a zene túlszárnyalta volna az előírt lemezkapacitást.
- A Commander Keen 4. epizódja után az id Software a játék 6. részét kezdte el fejleszteni, majd utána az 5. részt. Ennek többek közt az az egyik magyarázata, hogy a Commander Keen 5. részében az Energy Flow Systems pályáján található egy horogkereszt, melyről John Romero a következőt mondta: „Valószínűleg ez egy utalás volt a Wolfensteinre...? Persze, a Keen 5 a Wolfenstein 3D előtt készült el, de tudtuk, hogy az lesz a mi következő projektünk.” A horogkereszt a játék GT Interactive cég által kiadott frissítésében ki lett cenzúrázva.
- A játék 4., 5. részének a készítők VGA verziót is szenteltek, de ez végül sose készült el.
- A Commander Keen "Invasion of the Vorticons" sorozatnak NES verziója is lett volna, de sajnos se híre, se hamva nem lett azóta.
- A Commander Keen 4-6-nak vannak olyan zenéi, melyek nem lettek felhasználva és/vagy meg lettek vágva a memóriaigényekhez igazodva.

## Rajongói módosítások
A Commander Keen összes részének (1-6., a GBC kiadást leszámítva) számos elemei modolhatóak. Ilyen pl. a grafika, a szöveg, a betöltő- és kilépőképernyő, a zenék és hangok, valamint a grafikai tulajdonságok (angolul: tile property), melyek szerkesztéséhez rengeteg eszközök születtek különböző rajongóktól az évek alatt.
Szövegek és egyéb módosításokra bináris patchkódok is állnak rendelkezésre, melyek külső patchfájl formájában használatosak. A patchek használatához a CKPatch nevű patchelő program áll rendelkezésre.